# Teponahuasco
Teponahuasco es una localidad del estado mexicano de Jalisco. Es parte del municipio de Cuquío.

## Toponimia
El nombre «Teponahuasco» proviene de los términos en náhuatl: tepona, tocar música; huaztli, instrumento musical; co, lugar. Su significado es «Lugar donde tocan instrumentos musicales».

## Demografía
| Gráfica de evolución demográfica |
|                                  |

| Censo | Población |
| ----- | --------- |
| 1900  | 357       |
| 1910  | 273       |
| 1921  | 328       |
| 1930  | 347       |
| 1940  | 367       |
| 1950  | 327       |
| 1960  | 393       |
| 1970  | 426       |
| 1980  | 637       |
| 1990  | 754       |
| 2000  | 801       |
| 2010  | 949       |
| 2020  | 1 047     |